# Бончо Генчев
Бончо Любомиров Генчев е български футболист, нападател. Роден е на 7 юли 1964 в Генерал Тошево.  Израснал в Трявна, Градище, Плевенско и Велико Търново. Завършил Спортно  училище в Ловеч(1976-1983).

## Кариера
Играл е за:
“Кърпачев”/ “Осъм ”(Ловеч) – школа
- Локомотив (Горна Оряховица (юни- септември1983, Б група)
- „Металик“ (Лясковец) (декември 1983– 1984, В група)
- Локомотив (Горна Оряховица) (1984 – 1987, В група, 30/12, 85 мача и 13(19?) гола в Б група)
- Етър (Велико Търново) (1987 – 1991, 115 мача и 37 гола в А група)
- Спортинг Лисабон (1991 – 1992, 23 мача и 5 гола)
- Ипсуич (1992 – 1995, 61 мача и 6 гола)
- Лутън (1995 – 1997, 66 мача и 10 гола)
- ЦСКА (1997 – 1998, 32 мача и 20 гола)
- Хендън (1999 – 2001, 52 мача и 9 гола)
- Каршалтън (2001 – 2002, 25 мача и 11 гола)

Шампион на България и носител на Купата на БФС с Етър през 1991. Трикратен бронзов медалист – през 1989 и 1990 с Етър и през 1998 с ЦСКА. Голмайстор на А РФГ през 1998 със 17 гола. За купата на УЕФА има 7 мача и 1 гол за ЦСКА. Печели Купа Интертото с Етър, през юли 1987г с 6 мача и 2 гола. Бивш национал. Дебютира в националния отбор на 26 септември 1990 г. срещу Швеция (0:2) в Стокхолм. Има 14 мача за националния отбор. Бронзов медалист от СП'1994 в САЩ, където играе 3 мача. На ЕП'1996 в Англия също участва в един мач. Той е първият българин играл в английската Висша Лига.

## Статистика по сезони
- Осъм Ловеч – 1982/83 – Б група, юноши
- „Металик“ (Лясковец) – 1983/84 – В група, (29?)/2
- Локомотив (ГО) – 1984 – Б група, 15/3
- Локомотив (ГО) – 1984/85 – В група, 30/12
- Локомотив (ГО) – 1985/86 – Б група, 37/8
- Локомотив (ГО) – 1986/87 - Б група, 33/2(8?)
- Етър – 1987/88 – А група, 29/5
- Етър – 1988/89 – А група, 30/6
- Етър – 1989/90 – А група, 29/11
- Етър – 1990/91 – А група, 27/15
- Спортинг Лисабон – 1991/92 – Португалска лига, 23/5
- Ипсуич – 1992/93 – Английска Висша Лига, 21/3
- Ипсуич – 1993/94 – Английска Висша Лига, 24/2
- Ипсуич – 1994/95 – Английска Висша Лига, 16/1
- Лутън – 1995/96 – Английска Първа Дивизия, 39/9
- Лутън – 1996/97 – Английска Втора Дивизия, 27/1
- ЦСКА – 1997/98 – А група, 24/17
- ЦСКА – 1998/ес. - А група, 8/3
- Хендън – 1999/00 – Английска Шеста Дивизия, 26/3
- Хендън – 2000/01 – Английска Шеста Дивизия, 26/6
- Каршалтън – 2001/02 – Английска Седма Дивизия, 25/11

## Успехи

### Отборни
Етър
- А група (1): 1990/91

### Индивидуални
- Голмайстор на А група (1): сезон 1997/98 (17 гола)